# Judas (jogo eletrônico)
Judas é um próximo jogo de tiro em primeira pessoa desenvolvido e publicado pela Ghost Story Games. É o primeiro jogo de Ken Levine desde Bioshock Infinite: Burial at Sea em 2014. Será lançado em meados de 2026 para Microsoft Windows, PlayStation 5 e Xbox Series X/S.

## Desenvolvimento
O conceito do jogo começou em 2014, quando Levine conversou e explicou ideias que eles gostariam de trabalhar durante a Game Developers Conference com "legos narrativos", uma ideia pela qual podem alterar os elementos da história, que podem usar para criar um jogo muito re-jogável, com múltiplos resultados. No ano seguinte, Levine afirmou que este jogo seria um jogo de ficção científica em primeira pessoa, semelhante à série System Shock. Middle-earth: Shadow of Mordor, em particular seu sistema Nemesis, foi citado como uma das inspirações do jogo. Levine acrescentou que o jogo seria uma experiência mais desafiadora quando comparado com BioShock e BioShock Infinite. No início de 2022, a Bloomberg News relatou que o jogo caiu no chamado inferno do desenvolvimento, com o estilo de trabalho de Levine levando ao esgotamento dos funcionários. No final do mesmo ano, durante os The Game Awards 2022, o jogo foi revelado com um trailer de anúncio, sendo recebido positivamente. O jogo será lançado para Windows através das plataformas Steam e Epic Games.